# 境木町
境木町（さかいぎちょう）は、神奈川県横浜市保土ケ谷区の地名。「丁目」の設定のない単独町名である。住居表示未実施区域。面積は0.285km²。

## 地理
南東に東海道本線、横須賀線が通る。北西に今井町、北東に法泉、南に境木本町、西に戸塚区品濃町と接している。

## 歴史

### 町名の由来
境木地蔵に由来する。境木とは武蔵国と相模国の国境を示した榜示木。

### 沿革
- 1940年（昭和15年）11月1日 - 保土ケ谷町の一部から新設される[6]。
- 1981年（昭和56年）7月13日 - 南部が境木本町として分立[7]。

## 世帯数と人口
2025年（令和7年）6月30日現在（横浜市発表）の世帯数と人口は以下の通りである。
| 町丁   | 世帯数  | 人口  |
| ------ | ------- | ----- |
| 境木町 | 298世帯 | 622人 |

### 人口の変遷
国勢調査による人口の推移。
| 年                 | 人口 |
| ------------------ | ---- |
| 1995年（平成7年）  | 757  |
| 2000年（平成12年） | 692  |
| 2005年（平成17年） | 862  |
| 2010年（平成22年） | 784  |
| 2015年（平成27年） | 801  |
| 2020年（令和2年）  | 750  |

### 世帯数の変遷
国勢調査による世帯数の推移。
| 年                 | 世帯数 |
| ------------------ | ------ |
| 1995年（平成7年）  | 248    |
| 2000年（平成12年） | 247    |
| 2005年（平成17年） | 256    |
| 2010年（平成22年） | 253    |
| 2015年（平成27年） | 264    |
| 2020年（令和2年）  | 252    |

## 学区
市立小・中学校に通う場合、学区は以下の通りとなる（2024年11月時点）。
| 番・番地等                                                      | 小学校                 | 中学校           |
| --------------------------------------------------------------- | ---------------------- | ---------------- |
| 1〜97番地、115〜116番地 119〜139番地、141〜146番地 149〜176番地 | 横浜市立初音が丘小学校 | 横浜市立橘中学校 |
| 98〜114番地、140番地 147〜148番地                               | 横浜市立今井小学校     | 横浜市立橘中学校 |

## 事業所
2021年（令和3年）現在の経済センサス調査による事業所数と従業員数は以下の通りである。
| 町丁   | 事業所数 | 従業員数 |
| ------ | -------- | -------- |
| 境木町 | 23事業所 | 422人    |

### 事業者数の変遷
経済センサスによる事業所数の推移。
| 年                 | 事業者数 |
| ------------------ | -------- |
| 2016年（平成28年） | 15       |
| 2021年（令和3年）  | 23       |

### 従業員数の変遷
経済センサスによる従業員数の推移。
| 年                 | 従業員数 |
| ------------------ | -------- |
| 2016年（平成28年） | 171      |
| 2021年（令和3年）  | 422      |

## その他

### 日本郵便
- 郵便番号 : 240-0034[3]（集配局：保土ヶ谷郵便局[17]）

### 警察
町内の警察の管轄区域は以下の通りである。
| 番・番地等 | 警察署         | 交番・駐在所 |
| ---------- | -------------- | ------------ |
| 全域       | 保土ケ谷警察署 | 今井町駐在所 |